# Tren Metropolitano de São Paulo
El Tren Metropolitano de São Paulo es un sistema ferroviario de trenes suburbanos implantado en la Región Metropolitana de São Paulo, atendiendo a 23 de sus 39 municipios. Posee 273 kilómetros de extensión, 7 líneas y 96 estaciones, llegando a transportar cerca de 3 millones de pasajeros por día. Actualmente es operado por la empresa estatal CPTM que asumió las líneas operadas por la CBTU en 1944, por la Fepasa en 1996, y por la ViaMobilidade Linhas 8 e 9, que asumió la administración de las antiguas líneas de la Fepasa luego de la concesión del gobierno estadual en 2022.

## Historia

### Orígenes de las líneas

#### Federales (SPR/EF del norte/FRRSA/CBTU)
La historia de las ferrovías en el estado de Sao Paulo se remonta a 1867 cuando se construyó la primera vía que unía las ciudades de Santos, São Paulo y Jundiaí por la São Paulo Railway. El primer servicio de trenes en esa ferrovía data de 1889 entre las estaciones de Pirituba y Pilar, ampliándose luego hasta Jundiaí y Paranapiacaba (acortado hasta Rio Grande da Serra en el 2001), constituyendo las actuales líneas 7-Rubí y 10-Turquesa.
En la década de 1879, la Companhia São Paulo e Rio de Janeiro construyó la Estrada de Ferro do Norte que conectaba Sao Paulo con las ciudades del Vale do Paraíba. En 1890, esta ferrovía fue incorporada por la Estrada de Ferro Central do Brasil para unir la capital paulista con Rio de Janeiro. El servicio de trenes de esa línea se hacía entre las estaciones del Norte y Mogi das Cruzes, constituyendo lo que actualmente es la línea 11-Coral. En 1921, comenzó a construirse una variante llamada Variante de Poá entre las estaciones de Tatuapé y Calmon Viana. El servicio entró en operación en 1934 y hoy conforma en su totalidad la línea 12-zafiro.
En 1957, los ferrocarriles federales se unificaron en una única empresa estatal, la Rede Ferroviária Federal (RFFSA), que incluía la Estrada de Ferro Central do Brasil y la Estrada de Ferro Santos-Jundiaí (que sustituyó a la São Paulo Railway al expirar su concesión en 1946). Las operaciones de trenes de cercanías de la RFFSA en todo el país dieron lugar en la década de 1970 a la Empresa Brasileira de Transporte Urbano (EBTU), que se fusionó con la Empresa de Engenharia Ferroviária (ENGEFER), creando la Companhia Brasileira de Trens Urbanos (CBTU) en 1984, que en el Gran São Paulo fue responsable de la explotación de las líneas Noroeste-Sudeste, Este (también llamada Troncal) y la variante del sistema de trenes de cercanías.

#### Estaduales (EFS/FEPASA)

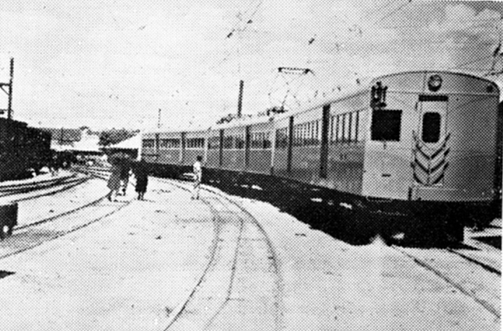
Vagón eléctrico GE-Pulmann de la Sorocabana, el primero en los suburbios de São Paulo.

En 1875, se inauguró la Estrada de Ferro Sorocabana, con un enlace entre las ciudades de São Paulo y Sorocaba, llamado Línea Troncal. La EFS fue nacionalizada por el gobierno paulista en 1919. En 1934, comenzó a funcionar un servicio de trenes de cercanías entre las estaciones de São Paulo y Mairinque (posteriormente acortada hasta Amador Bueno), formando la actual Línea 8-Diamante.
Años más tarde, con el objetivo de acortar la distancia entre la capital paulista y la ciudad de Santos, se inauguró en 1957 el Ramal Jurubatuba, que conectaba la Línea Troncal EFS con la Línea Mairinque-Santos, entre las estaciones Imperatriz Leopoldina y Evangelista de Souza (posteriormente acortada hasta Varginha), tramo que hoy corresponde a la Línea 9-Esmeralda.
En 1971, la EFS se fusionó con otros ferrocarriles de la red de São Paulo para formar Ferrovia Paulista S/A (Fepasa). La nueva empresa creó entonces la Unidad Regional de Suburbios, posteriormente rebautizada como Dirección Regional Metropolitana (Fepasa DRM), que era una división que gestionaba el transporte de pasajeros dentro de las regiones metropolitanas del estado de São Paulo. En el Gran São Paulo, era responsable de la explotación de las líneas Oeste y Sur del sistema de trenes de cercanías.

### Operaciones en la segunda mitad delsigloXX

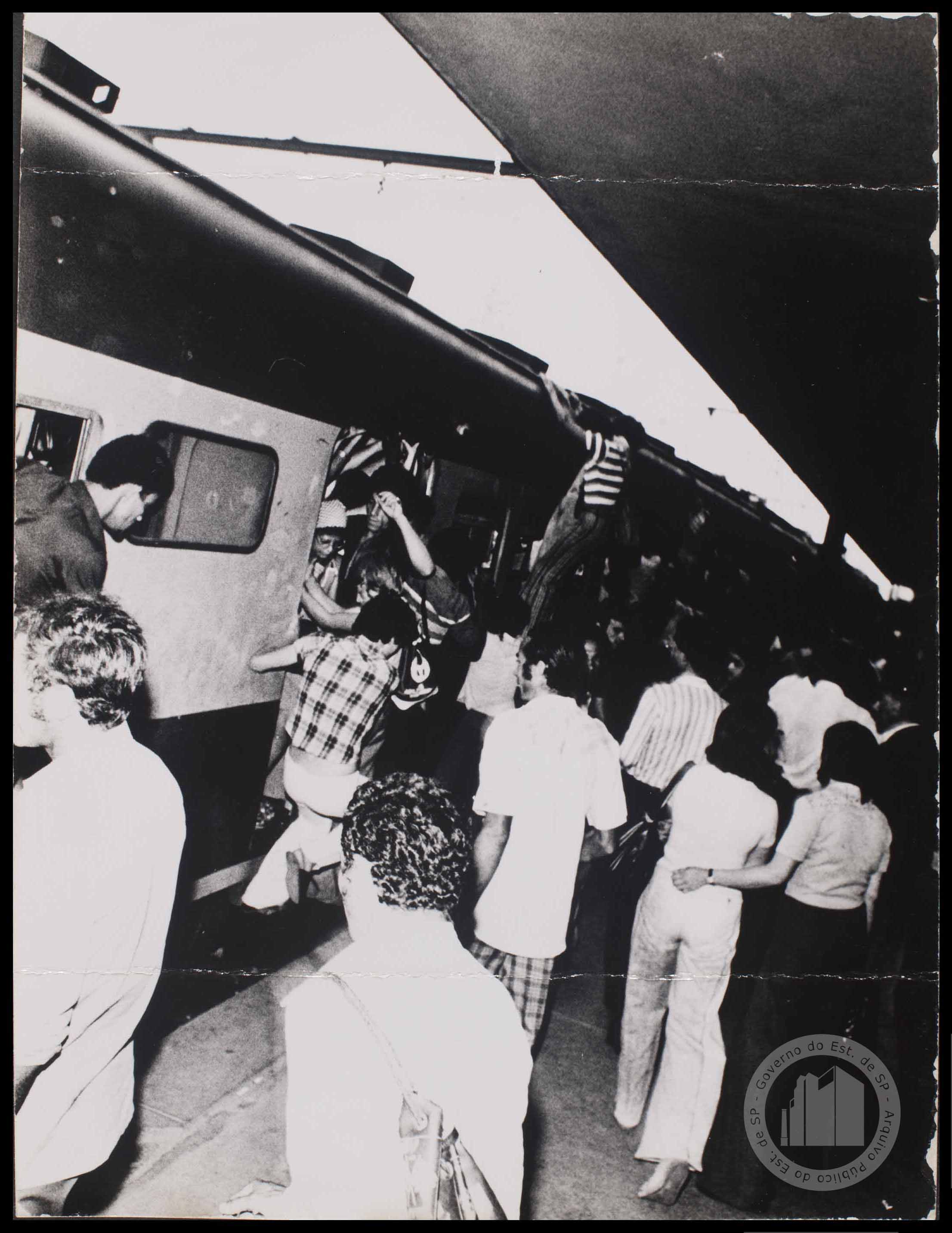
Pasajeros se embarcan en un vagón lleno en la estación de Osasco, década de 1970.

Entre 1975 y 1990, Fepasa DRM desarrolló un importante plan de remodelación de los trenes de cercanías para convertirlos en "trenes metropolitanos". Aun así, las crisis económicas pusieron en peligro las inversiones de Fepasa y retrasaron la ejecución de los proyectos.
Al mismo tiempo, los trenes de cercanías gestionados por la RFFSA recibieron modestas inversiones. Como consecuencia, las averías y los disturbios eran frecuentes, y los pasajeros de los trenes irrumpían en estaciones, vagones y otras instalaciones ferroviarias. En 1972, durante las discusiones sobre el proyecto de la Línea Este-Oeste del Metro de São Paulo, la CMSP propuso transferir la Línea Este y convertirla en metro, pero la propuesta fue rechazada por la RFFSA.
Incluso con la transferencia de las líneas de cercanías de la RFFSA a la recién creada CBTU, la precaria situación de los trenes urbanos gestionados por el gobierno federal alcanzó su punto álgido el 17 de febrero de 1987, con el accidente ferroviario de Itaquera. Causado por la falta de inversiones y los fallos de mantenimiento, en el accidente murieron 51 pasajeros.
El 30 de abril, el gobierno de São Paulo y el Ministerio de Transportes firmaron un protocolo de intenciones para la transferencia de la Línea Este de la CBTU a la gestión de Metrô. El valor de la transferencia y la transformación de la línea en ferrocarril metropolitano se estimó en 350 millones de dólares (casi 9.000 millones de cruzados) para el Estado Las negociaciones se prolongaron durante todo 1987, pero la falta de recursos del Estado y el desinterés de CBT en la mera cesión impidió que el proyecto se consumara (la CBTU propuso al Estado la gestión compartida de sus líneas y de la Línea Este-Oeste del Metro a través de un consorcio entre CBTU, RFFSA y CMSP), aunque fue el primer paso hacia la estatalización de la red años más tarde.

### Creación del CPTM y estatización total del sistema

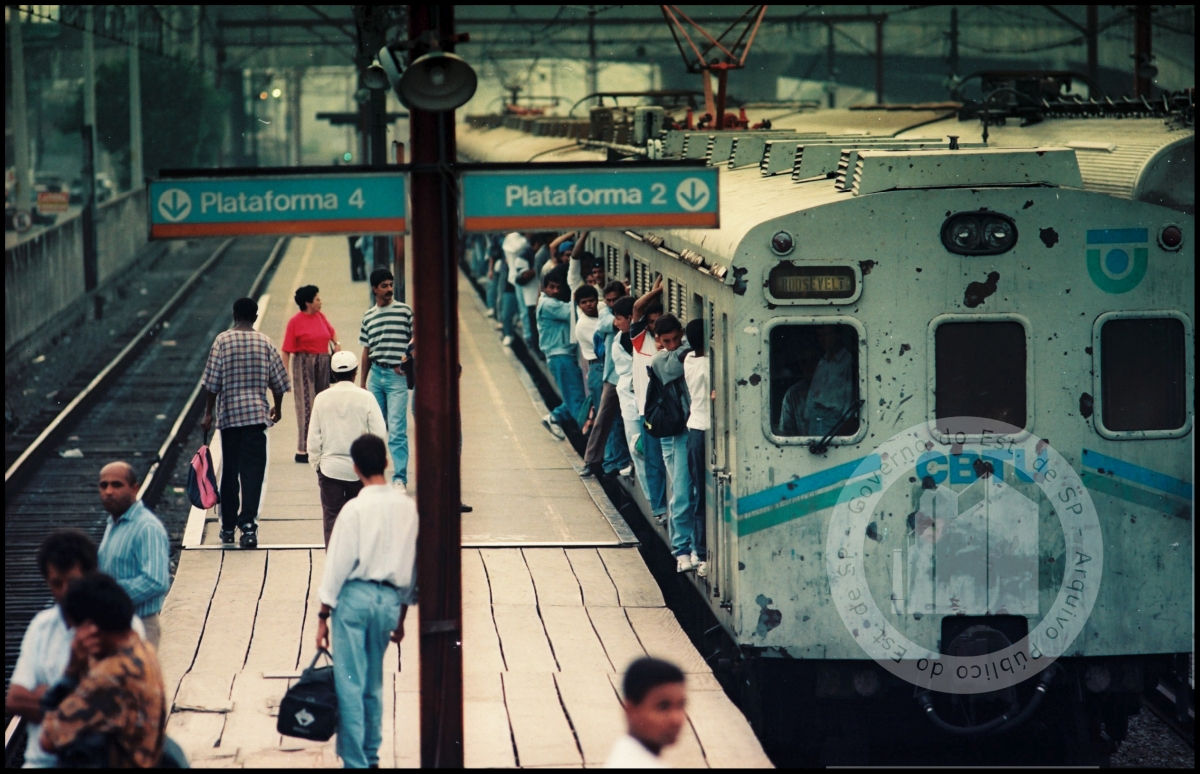
Estación Engenheiro Sebastião Gualberto de la Línea Este poco después de que su administración sea asumida por la CPTM, 1994. La estación fue desactivada años después y su entorno pasó a ser atendido por la Estación Carrão de la Línea 3 del metro.

El 28 de mayo de 1992, mediante la Ley nº 7.861, el gobierno paulista creó la Companhia Paulista de Trens Metropolitanos (CPTM), que se encargaría de asumir la gestión del sistema de trenes de cercanías de la Región Metropolitana de São Paulo, en sustitución de la Superintendência de Trens Urbanos de São Paulo (STU/SP) de la CBTU y de la Fepasa DRM, con el fin de garantizar la continuidad mejora de los servicios. El control efectivo de las líneas pertenecientes a la CBTU sólo tuvo lugar en 1994. Las líneas de Fepasa, por otro lado, se incorporaron a CPTM en 1996, al mismo tiempo que la red ferroviaria de mercancías de la empresa se transfería a RFFSA, que posteriormente se privatizó junto con todo el sistema ferroviario de la empresa en todo el país.

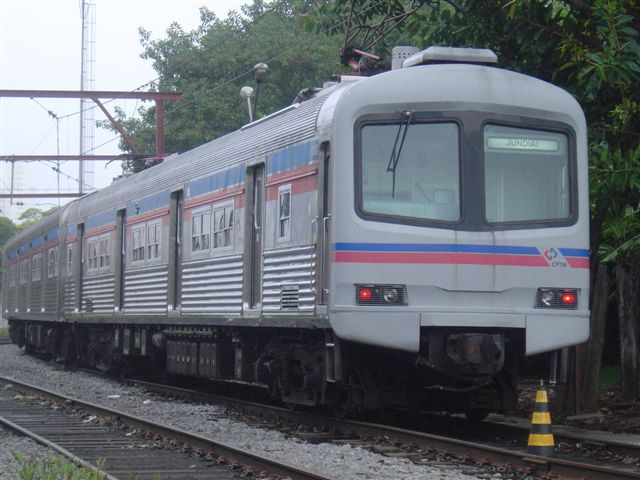
TUE Serie 1100 con el primer juego de colores de la CPTM, 2006.

El CPTM estableció una nueva comunicación visual para el sistema, con la adopción de pintura plateada con detalles azules y rojos para los trenes, en sustitución del azul y verde del material rodante CBTU y del rojo y blanco de los trenes Fepasa. Las líneas también cambiaron de nombre, sustituyendo las regiones por letras y colores. Las líneas Noroeste, Sudeste, Este y la Variante de CBTU pasaron a llamarse A-Marrón, D-Beige, E-Naranja y F-Violeta, mientras que las líneas Oeste y Sur de Fepasa se convirtieron en B-Gris y C-Celeste.

### Expansión y modernización
Al inicio de la gestión del CPTM, la frecuente aparición de averías, acoso a mujeres, venta ambulante, huelgas, surf ferroviario, entre otros problemas, llevaría a algunos pasajeros a provocar una serie de depredaciones en trenes y estaciones entre el 30 de septiembre y el 16 de octubre de 1996, provocando la interrupción de los servicios de la entonces Línea A-Marrón durante seis meses.  Con una red ferroviaria tan extensa y degradada, el CPTM comenzó a modernizar sus sistemas, invirtiendo 1.500 millones de dólares en la red entre 1995 y 2004. 
En 1998 se iniciaron las obras civiles básicas de la entonces llamada Línea G-Lila, proyectada desde hacía años por Fepasa como ramal de Campo Limpo. El tramo entre Largo Treze y Capão Redondo, en el sur de São Paulo, comprendía el tendido de 7 km de vías elevadas, 1 km de vías en superficie y 850 metros subterráneos, así como la construcción de una playa de mantenimiento y maniobras en Capão Redondo. Sin embargo, el tramo fue entregado al Metro de São Paulo en 2001 a cambio del Expresso Leste, construido por la CMSP. El atajo entre las estaciones de Corinthians-Itaquera y Guaianases supuso la extinción del trazado de la "línea troncal" que pasaba por el barrio de Itaquera (hoy correspondiente al trazado de la Avenida José Pinheiro Borges), así como el cierre de decenas de estaciones entre Corinthians-Itaquera y Tatuapé, lo que podría provocar el colapso de la Línea E-Naranja debido a la masificación. Con el traspaso se iniciaron las obras de la Línea 5 del Metro de São Paulo, que sustituyó al proyecto anterior y entró en operación en el 2002.

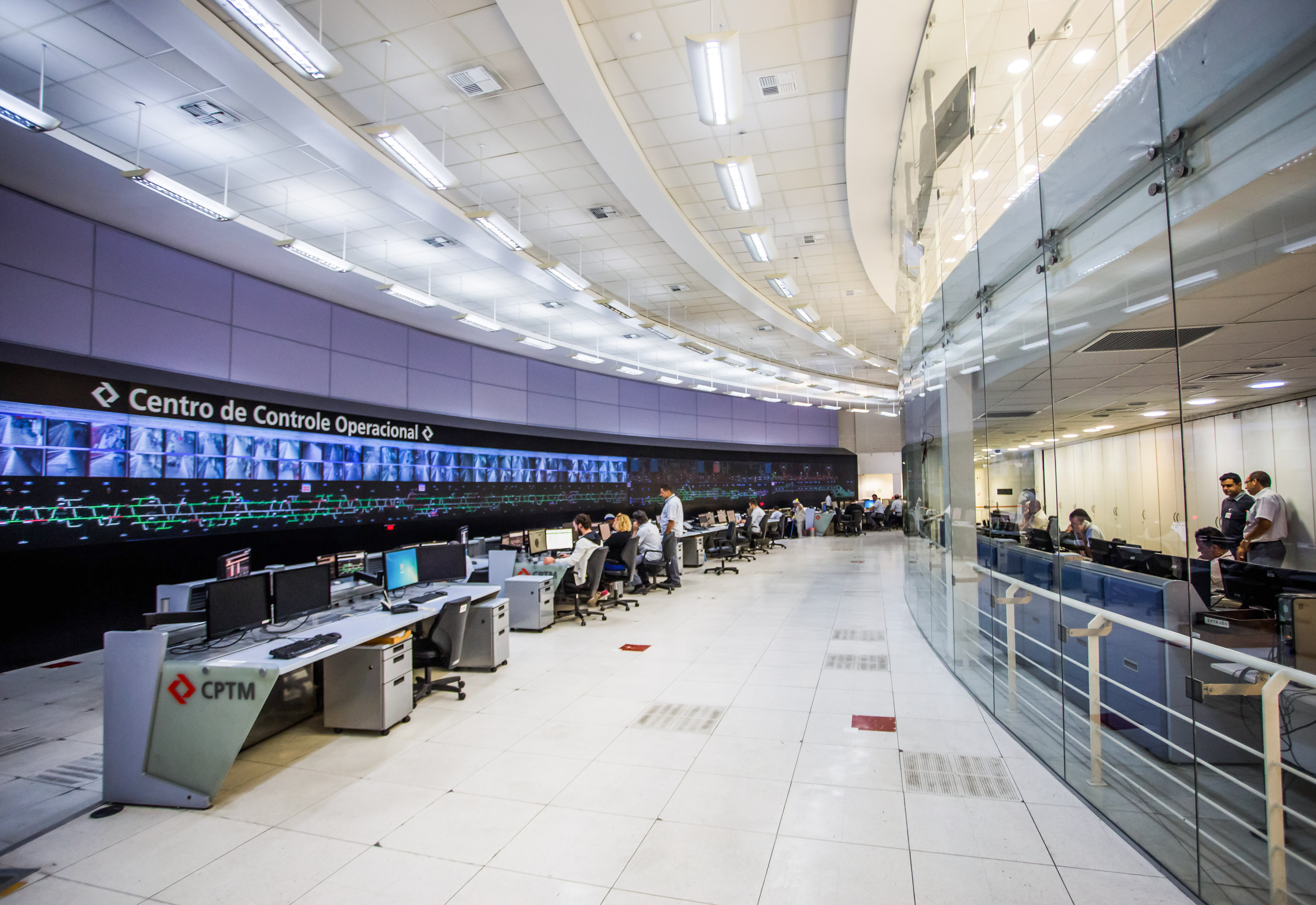
Centro de Control Operacional del sistema, 2016

En noviembre de 2006, se inauguró en una zona adyacente a la estación de Brás el Centro de Control Operativo (CCO) del CPTM, que, además de los trenes metropolitanos, gestiona la circulación de los trenes de mercancías en los tramos en que comparten las vías con los trenes de pasajeros. La CCO es ahora responsable de la explotación de las seis líneas del sistema, que antes se controlaban desde distintos puntos. Los paneles de la estación de Brás sólo contenían los controles de las líneas E-Naranja y F-Violeta. Las líneas A-Marrón y D-Beige se controlaban desde el Centro de Tráfico y Control (CTC) de Luz. Y, por último, las líneas B-Gris y C-Celeste eran controladas por el CCO de la Presidente Altino, en Osasco.

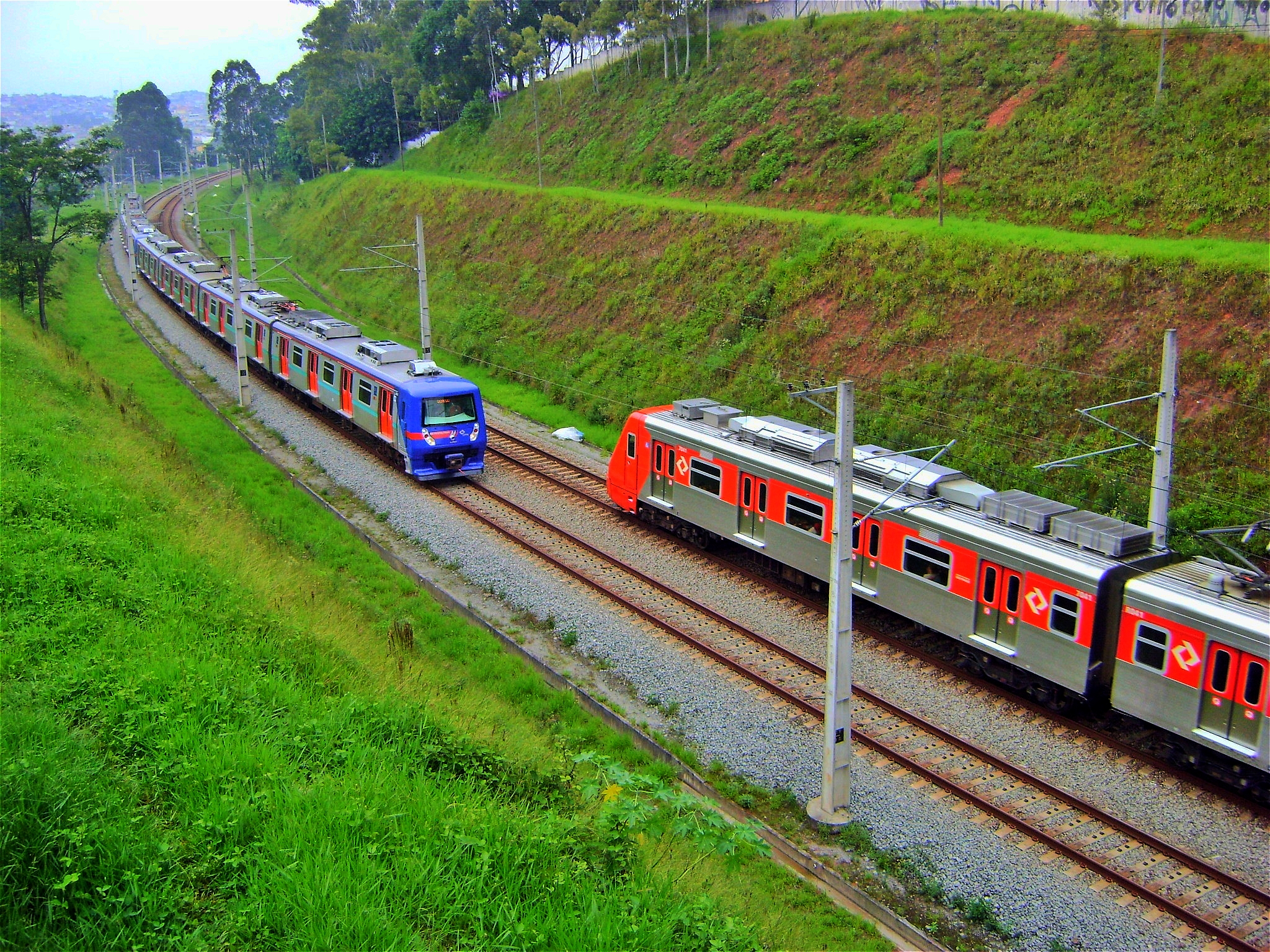
Tráfico de trenes de la línea 9 en el distrito de Cidade Dutra, São Paulo, 2011.

En marzo de 2008, la nomenclatura de las líneas pertenecientes al sistema de trenes se unificó con el esquema utilizado por el Metro con el fin de promover, según el gobierno estatal, "la estandarización de la comunicación visual de los dos sistemas y facilitar a los usuarios y turistas su desplazamiento y localización. A cada línea se le asignó un número (empezando por el número 7, que se suma a las otras seis líneas de Metro ya en funcionamiento, en construcción o en proyecto) y el nombre de una piedra preciosa. Así, las líneas A-Marrón, B-Gris, C-Celeste, D-Beige, E-Naranja y F-Violeta se convirtieron en 7-Rubí, 8-Diamante, 9-Esmeralda, 10-Turquesa, 11-Coral y 12-Zafiro.
En diciembre de 2013 comenzaron las obras del ramal Guarulhos, rebautizado como Línea 13-Jade. La Fase I se definió con 12,2 km de longitud y tres estaciones (Engenheiro Goulart, Guarulhos-Cecap y Aeroporto-Guarulhos), siendo una parte del trazado subterránea (4,3 km) y la otra elevada (7,9 km). El 31 de marzo de 2018, tras algo más de cuatro años de construcción, se inauguró la primera fase de la línea, la primera construida y explotada íntegramente por la CPTM.

### Concesión de las líneas del sistema

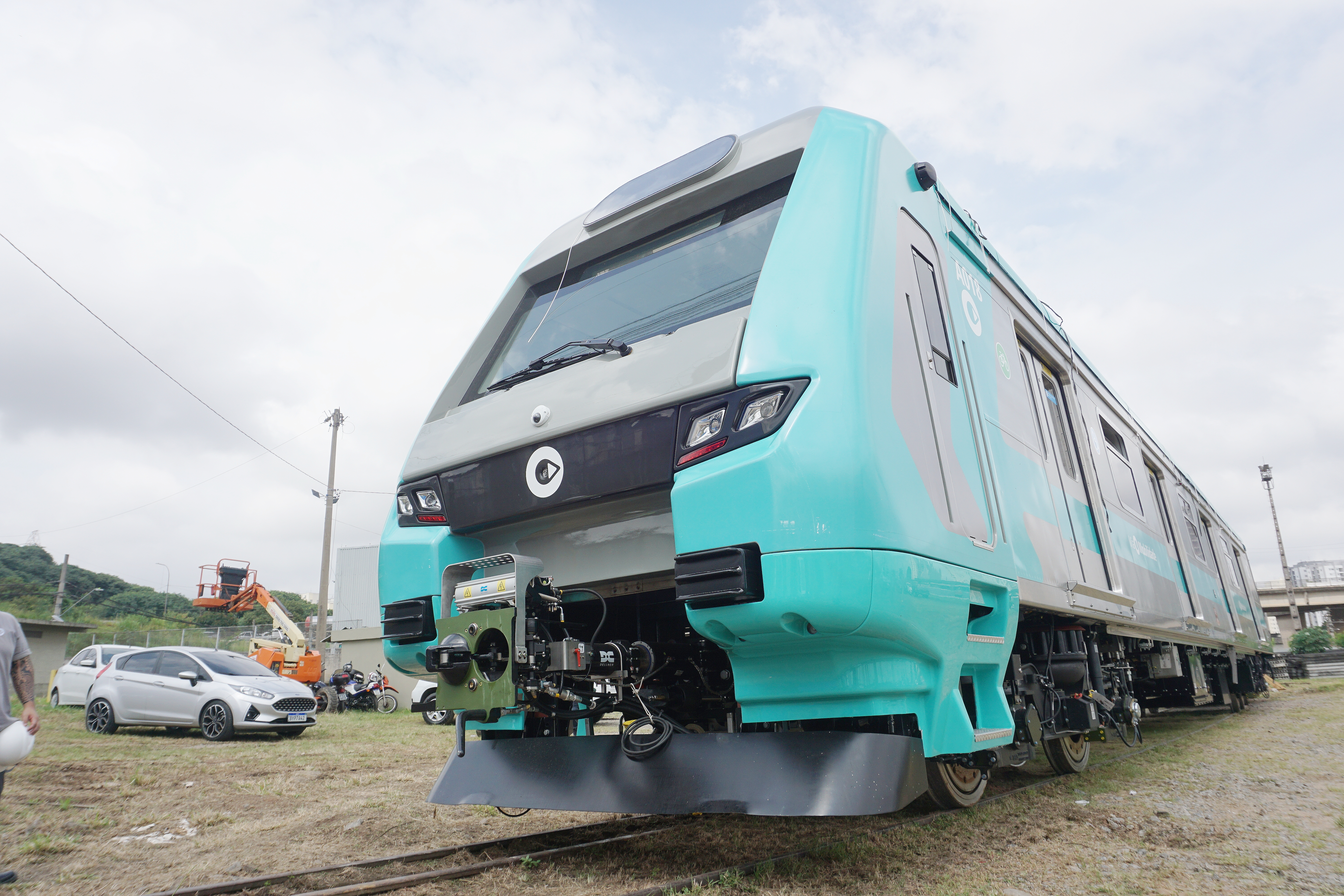
TUE Série 8900 con los colores de ViaMobilidade, 2023

El primer intento oficial de concesión de las líneas del Tren Metropolitano a la inversión privada ocurrió en 1999 durante el gobierno de Mário Covas, cuando se anunció la intención de privatización de las líneas de la CPTM hasta el 2001, con el estado manteniendo sólo el tramo Barra Funda-Brás.
En abril del 2001, la administración de Geraldo Alckmin previó la concesión de cuatro de las seis líneas (líneas A, B, D y F) y la fusión de la CPTM con la CMSP que pasarían a operar las líneas C y E. A pesar de la propuesta de concesión, el gobierno del estado garantizaba el aporte de inversiones en la recuperación de la malla ferroviaria concedida. .

Ninguna empresa lo aceptará de otro modo. El sistema no genera ingresos suficientes para cubrir los costes de explotación y mantenimiento y las inversiones. El papel del Estado es siempre invertir, independientemente de que esté en manos del sector privado.
Claudio de Senna Frederico, entonces secretario estadual de Transportes Metropolitanos en entrevista para Folha de S.Paulo, 23 de abril de 2001.

El proyecto terminó siendo archivado. La próxima propuesta de concesión de las líneas partió de la empresa Triunfo Participações e Investimentos SA que publicó una manifestación de interés privado (MIP) en la concesión de las líneas 8 y 9 La propuesta de Triunfo sirvió de base para la elaboración de la convocatoria de concesión de dichas líneas promovida por el gobierno de João Doria. A pesar de las expectativas de participación de varias empresas nacionales y extranjeras (Triunfo, autora de la MIP entró en reestructuración judicial, alegando ser consecuencia de la Operación Lava Jato y desistió de participar,  fueron presentadas las siguientes propuestas:
- ViaMobilidade Linhas 8 e 9 (Grupo CCR y RuasInvest) – subvención de R$ 980.000.000,00
- Mobitrens (Comporte, Líder, Consbem e CAF) – subvención de R$ 787.737.800,00
- Integração (Iberica Holding y Metra) – subvención de R$ 519.500.000,00
- Itapemirim y Encalso Mobility Rail (Itapemirim y Encalso Construções) – subvención de R$ 400.000.000,00

Luego del análisis del estado, la propuesta de ViaMobilidade fue declarada ganadora el 20 de abril del 2021 con una subvención de 980 millones de reales. El contrato de concesión de las líneas 8 y 9 fue firmado el 30 de junio del 2021, y la operación fue transferida para la concesionaria el 27 de enero del 2022.